# Vito Volterra

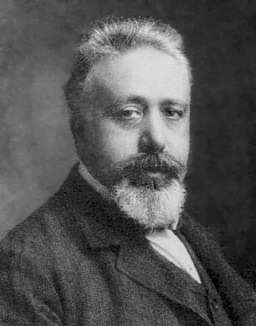
Vito Volterra

Vito Volterra (Ancona, 3 mei 1860 – Rome, 11 oktober 1940) was een Italiaanse wiskundige en natuurkundige die vooral bekend is door zijn bijdragen aan de theorie van integraalvergelijkingen en aan de wiskundige biologie (het prooi-roofdiermodel met de Volterra-Lotka-vergelijking).

## Jeugd
Volterra groeide op in een zeer arme joodse familie. Met zijn talent voor wiskunde hield hij zich op 13-jarige leeftijd bezig met het drielichamenprobleem. Hij ging vervolgens naar de Universiteit van Pisa waar hij promoveerde op hydrodynamica. In Pisa stond hij onder invloed van Enrico Betti.

## Hoogleraar
Hij werd in Pisa in 1883 hoogleraar in de mechanica.
Hij begon een functionaalanalyse te ontwikkelen die leidde tot zijn latere bijdrage aan de integraalrekening (integraalvergelijkingen, integro-differentiaalvergelijkingen). De resultaten publiceerde hij in zijn boek Theory of functionals and of Integral and Integro-Differential Equations (1930).
In 1892 werd hij hoogleraar mechanica aan de Universiteit van Turijn en in 1900 hoogleraar in de wiskundige natuurkunde aan de Universiteit La Sapienza in Rome.
Volterra was opgegroeid gedurende de laatste stadia van het Risorgimento toen de Kerkelijke Staat door Italië werden geannexeerd. Net zoals zijn mentor Betti was hij een enthousiaste patriot die in 1905 tot senator van het Koninkrijk Italië werd gekozen. In datzelfde jaar begon hij een theorie van de dislocaties te ontwikkelen in kristallen. Later bleek deze theorie van belang te zijn voor het begrip van vervormbare materialen.

## Luchtschepen
Bij het uitbreken van de Eerste Wereldoorlog meldde hij zich bij het Italiaanse leger, hoewel hij al meer dan 50 jaar oud was. Hij werkte daar aan de ontwikkeling van luchtschepen onder Giulio Douhet, waarbij hij het idee had om het inerte helium te gebruiken in plaats van het zeer brandbare waterstof.

## Internationaal actief
Hij werd actief in wetenschappelijke organisaties van de Volkenbond waar hij met Hendrik Lorentz samenwerkte. Tevens was hij voorzitter van het Bureau International des Poids et Mesures te Sèvres.

## Volterra-Lotka-vergelijking
Zijn dochter Luisa (1902-1983) was als dierkundige getrouwd met haar collega Umberto D'Ancona (1896-1964), naar verluidt aanvankelijk tegen de zin van Vito. D'Ancona werkte op een dataset over het aandeel van diverse vissoorten in de vangsten op de vismarkten van de regio Veneto en merkte op dat tijdens de oorlog het aandeel van de roofvissen was vergroot ten opzichte van dat van de prooivissen. Hij postuleerde de hypothese dat dit een gevolg was van de verminderde visserijactiviteit, waardoor langer levende soorten gemakkelijker de volwassenheid bereikten en de roofvissen meer prooi vonden. Voor de kwantitatieve interpretatie wendde D'Ancona zich tot zijn wiskundige schoonvader, die een paar jaar later (1926) een artikel publiceerde met de titel Fluctuaties in de abundantie van een soort, wiskundig beschouwd, een mijlpaal in de populatiebiologie.
Volterra bouwde voort op het werk van Pierre-François Verhulst. De beroemdste uitkomst van deze periode zijn de Volterra-Lotka-vergelijking voor het prooi-roofdiermodel. Onafhankelijk van de Amerikaan Alfred J. Lotka (1925) vond hij in 1926
{\displaystyle {\frac {dx}{dt}}=x(\alpha -\beta y)}
{\displaystyle {\frac {dy}{dt}}=-y(\gamma -\delta x)}
met
- x het aantal prooidieren (bijvoorbeeld konijnen)
- y het aantal roofdieren (bijvoorbeeld wolven)
- dx/dt en dy/dt staan voor de groeisnelheid van beide populaties in de tijd t
- t de tijd en
- α, β, γ, δ de parameters voor de wisselwerking tussen de soorten.

## Senator
Volterra was lid van de Italiaanse senaat.

## Verzet tegen Mussolini
In 1922 sloot hij zich aan bij de oppositie tegen het fascistische regime van Benito Mussolini. In 1931 weigerde hij een verplichte eed van trouw af te leggen. Hij moest daardoor zijn hoogleraarschap aan de universiteit en zijn lidmaatschap van de Academie van Wetenschappen neerleggen. Op een prentbriefkaart merkte hij op:
Machtige rijken vergaan maar de stellingen van Euclides blijven eeuwig jong.
In de jaren daarna woonde hij vooral in Parijs en Spanje, maar keerde kort voor zijn dood naar Rome terug.

## Publicaties
onder meer
- Leçons sur les fonctions de lignes (Gauthier-Villars, 1910)
- Leçons sur les fonctions de lignes. professées à la Sorbonne en 1912. Recueillies et redigées par Joseph Pérès. (in francese, Parigi, Gauthier-Villars 1913)
- The theory of permutable functions (Princeton University Press, 1912)
- Sur quelques progrès récents de la physique mathématique Lezioni al dipartimento di fisica per il ventesimo anniversario de l'Universita Clark (Stati Uniti), Clark University, Worcester, 1912
- Leçons sur les équations intégrales et les équations intégro-différentielles professées à la Faculté des sciences de Rome en 1910 publiées par M. Tomassetti et F.-S. Zarlatti. (Parijs, Gauthier-Villars, 1913)
- Leçons sur les équations intégrales et les équations intégro-différentielles (Gauthier-Villars, 1913)
- The Theory Of Permutable Functions , Princeton University Press, 1915)
- Volterra, V. (1926). Variazioni e fluttuazioni del numero d'individui in specie animali conviventi. Mem. R. Accad. Naz. dei Lincei 2, 31–113.
- Volterra, V. (1926). Fluctuations in the abundance of a species considered mathematically. Nature 118, 558-560.
- Sur les Distorsions des corps élastiques with Enrico Volterra (Gauthier-Villars, 1960)
- Leçons sur la théorie mathématique de la lutte pour la vie (Gauthier-Villars, 1931) and (J. Gabay,1990) (heruitgave)
- Theory of functionals and of integral and integro-differential equations. (Blackie & Son. 1930)